# Sam Ramsamy
Sam Ramsamy, OIS (* 27. Januar 1938 in Magazine Barracks, Durban) ist südafrikanischer Sportfunktionär. Er ist Sportlehrer, Mitglied des Internationalen Olympischen Komitees und ein Vorkämpfer gegen Apartheid im Sport Südafrikas.

## Leben
Als Sohn eines Gewerkschafters indischer Herkunft besuchte Ramsamy nicht nur die Depot Road Primary School Grundschule, sondern auch das Sastri College, die erste Highschool für Inder in Südafrika. Aufgrund einer Verletzung konnte er seine Karriere als Leichtathlet nicht fortsetzen und verlagerte sein Interesse auf die Sportverwaltung und den Kampf gegen Rassendiskriminierung. Er besuchte das Springfield College of Education in Durban und qualifizierte sich als Grundschullehrer. Zusätzlich arbeitete er als Trainer und als Lehrbeauftragter des Springfield Colleges. 1972 wurde seine Ausreise zu den Olympischen Sommerspielen 1972 nach München genehmigt, um aus dem Apartheid-Land einen farbigen Sportfunktionär als Symbol präsentieren zu können.
Ramsamy kehrte jedoch nicht nach Südafrika zurück, sondern wurde für ein Jahr Stipendiat an der Deutschen Hochschule für Körperkultur in Leipzig, ehe er nach England ging. Dort studierte er am Carnegie College of Physical Education in Leeds weiter (Diplomsportlehrer) und wurde schließlich stellvertretender Schulleiter der Gwyn Jones School  in Leytonstone. 1973 war er Gründungsmitglied des zunächst nach südafrikanischem Recht illegalen South African Council on Sport, dann 1976 (-1990) Gründungsmitglied und Vorsitzender des South African Non-Racial Olympic Committee (SAN-ROC). 1978 gab er die sichere Stelle in London auf und wurde zunächst für drei Monate hauptberuflicher Mitarbeiter der UNO als Berater, um die UN-Resolution gegen Apartheid im Sport mit zu formulieren. Anschließend wurde er hauptberuflicher Präsident des SAN-ROC und musste sich immer wieder um neue Finanzierungsquellen bemühen. Die von ihm entwickelte UN-Resolution war 1978 fertig, es dauerte jedoch bis 1985, ehe sie schließlich mehrheitlich von der UNO angenommen wurde. Das UN Special Committee against Apartheid initiierte 1980 auf sein Betreiben das Register of Sports Contacts with South Africa, für das er freiberuflich südafrikanische Zeitungen auswertete, um zu zeigen, welche Sportler den Boykott Südafrikas umgingen. Zeitweise wohnte er auch in Schweden, um sich besser finanzieren zu können.
Mit dem Ende der Apartheid wurde er von 1991 bis 2005 Präsident des Südafrikanischen Olympischen Komitees, Präsident des Schwimmverbanders Südafrikas (1991–1997, seit 2004 Ehrenpräsident), Chef-de-Mission der südafrikanischen Mannschaft bei den Olympischen Sommerspielen 1992 in Barcelona. Seit 2003 ist er Vizepräsident der Fédération Internationale de Natation (FINA), seit 2012 Präsident des afrikanischen Schwimmverbandes. 1995 wurde er Mitglied des IOC, von 2006 bis 2010 war er im Exekutivkomitee des IOC.
Ramsamy bemühte sich als Krönung seines Lebenswerkes, die Olympischen Sommerspiele nach Südafrika zu bekommen, und zeigte sich enttäuscht, als Südafrika seine Bewerbung zurückzog. Er bemühte sich sodann um die Ausrichtung der Commonwealth Games 2022 und der Olympischen Sommerspiele 2024 in seiner Heimatstadt Durban.

## Ehrungen
- Ehrendoktorwürden von der University of Toronto (Kanada)
- University of Surrey
- Leeds Metropolitan University
- Honorary Fellow – Roehampton College, University of Surrey
- National Order of Ikhamanga (Silber)
- Status als Diplomat  (Ambassador of Tourism)
- Mitglied der International Swimming Hall of Fame[8]

## Publikationen
- Sam Ramsamy: Apartheid: the real hurdle : sport in South Africa & the international boycott. London: International Defence and Aid Fund for Southern Africa, 1982.
- Sam Ramsamy mit Edward Griffiths: Reflections on a life in sport. Kapstadt: Greenhouse, 2004.